# Albański ludowy śpiew izopolifoniczny

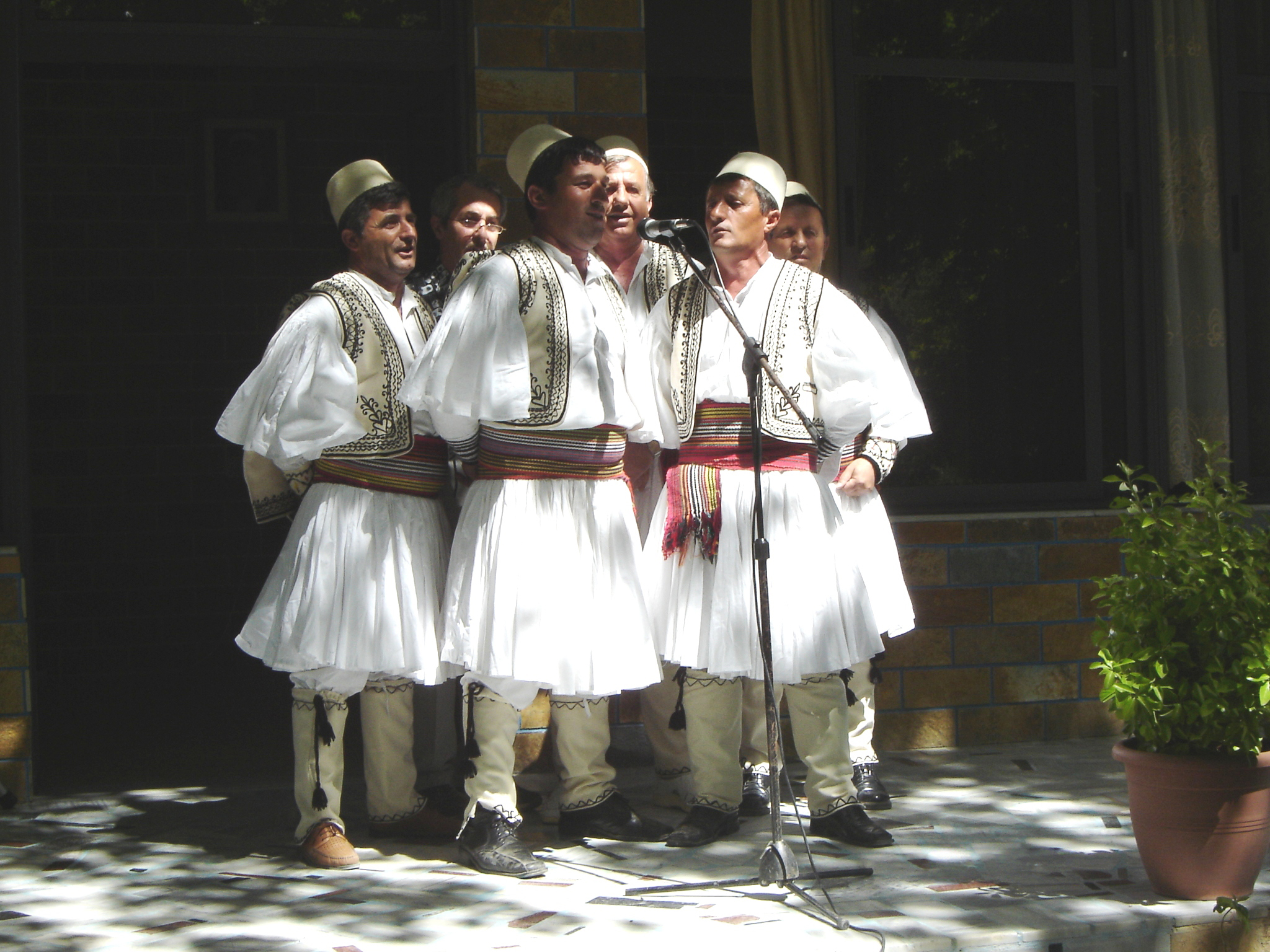
Tradycyjny zespół ze Skraparu

Albański ludowy śpiew izopolifoniczny – tradycyjna albańska muzyka izopolifoniczna. Termin „izo” pochodzi od greckiego „ison”, które w kościelnej muzyce bizantyjskiej oznacza trzymanie podstawowego dźwięku – burdonu.
Na północy Albanii muzyka izopolifoniczna wykonywana jest przez Gegów, a na południu przez Tosków i Labów. W 2005 roku folklor izopolifoniczny Tosków i Labów został proklamowany arcydziełem ustnego i niematerialnego dziedzictwa ludzkości a w 2008 roku wpisany na listę niematerialnego dziedzictwa UNESCO.
Toskowie wykonują burdon w sposób ciągły na samogłosce, z reguły na „e”, Labowie wykonują burdon na trzy sposoby: w sposób ciągły na samogłosce, w tonacji rytmicznej do tekstu piosenki i mieszając pierwsze dwa sposoby, przy czym najbardziej charakterystyczny jest burdon rytmiczny. Aby utrzymać ciągłość burdonu przez całą pieśń, śpiewacy biorą oddechy na zmiany – z tego powodu śpiewacy burdonów występują najczęściej w triach.
Albańską izopolifonię cechują wieloczęściowe pieśni złożone z dwóch, trzech lub czterech elementów – kombinacji partii solowych i burdonu. Pieśni dwuczęściowe wykonywane są wyłącznie przez kobiety, a trzy- i czteroczęściowe przede wszystkim przez mężczyzn. Najczęstszą formą jest pieśń trzyczęściowa, złożona z dwóch partii solowych przy akompaniamencie burdonu chóralnego. Rzadziej spotykaną formą jest polifonia czteroczęściowa wykonywana przez Labów, składająca się z dwóch partii solowych, burdonu chóralnego i solowego.
Pieśni izopolifoniczne towarzyszą ważnym wydarzeniom rodzinnym i uroczystościom religijnym. Muzyka izopolifoniczna wykonywana jest również na narodowym festiwalu folklorystycznym w Gjirokastrze (alb. Festivali Folklorik Kombëtar i Gjirokastrës).